# VBulletin
vBulletin (abreviado como vB) es un software para crear foros en internet desarrollado por vBulletin Solutions Inc.
Al estar basado en PHP y MySQL ofrece gran capacidad de adaptación en múltiples plataformas y flexibilidad para añadir modificaciones.
vBulletin ofrece una administración muy sencilla, permitiendo fácilmente su uso a cualquier tipo de usuario, además ofrece varias opciones:
- Editar y añadir BBCodes propios
- Instalar modificaciones, mediante uploading, es decir, las modificaciones al foro se instalan solo subiendo archivos al foro
- Instalación de Lenguajes y traducciones mediante uploading
- Instalación de Templates/skins (aspectos gráficos del foro) mediante uploading
- Modificación del template mediante CSS
- Personalización de F.A.Q's (Frecuently Asked Questions)
- Creación de Sub-Foros dentro de otros Sub-Foros (Parental Forums)

Además de eso, vBulletin cuenta con gran cantidad de herramientas modificaciones y plug-ins gratuitos, ya sea vBAdvanced, vBPortal, vBPlaza, v3Arcade, etc. y modificaciones ilimitadas, que se pueden encontrar en sitios como vBulletin.
Este software de foros, es muy avanzado, pudiendo personalizarlo en su totalidad, mediante mods, plug-ins y templates.

## Historia
En 1999, James y John Percival Limm estaban administrando un sitio web en Visual Basic usando el foro de software UBB.classic creado por Infopop en la página VB Forums. Como su sitio creció, se observó que su software, escrito en Perl usando una base de datos de archivo plano, no siempre puede hacer frente a la cantidad de usuarios a los que había. En febrero de 2000, los dos decidieron que sería mejor para escribir su propia solución, ya que ambos estaban familiarizados con el código del software y que por lo tanto no se puede optimizar. Inicialmente, fue concebido exclusivamente como una reescritura de UBB, pero en PHP usando MySQL, y que se pretendió usarlo sólo para su foro. Sin embargo, unos meses más tarde, otros propietarios de UBB expresaron interés en la solución. Debido a esto, se ofrecieron a Infopop, pero su propuesta fue rechazada. Como todavía había una demanda de ese programa informático, Limm y Percival crearon Jelsoft y lanzaron su trabajo como una solución pagada, convirtiéndose así en vBulletin 1.
Después de lanzamientos menores posteriores de su software, los dos decidieron empezar a trabajar en una nueva versión que sería más que una reescritura de UBB: querían convertir su software en una solución competitiva para los foros. vBulletin 2 comenzó su desarrollo, reescribiendo todo su producto completamente. Poco después, Limm se convirtió en el director-gerente y el desarrollador líder se volvió Percival. Para ayudar con la escala del proyecto, dos nuevos desarrolladores, Freddie Bingham y Mike Sullivan se unieron para ayudar a terminar el vBulletin 2. Kier Darby se unió durante la fase Beta de vBulletin 2.0 para su desarrollo posterior. El lanzamiento de vBulletin 2 se volvió exitoso e hizo a vBulletin popular.
En diciembre de 2002, se inició el desarrollo de vBulletin 3. Percival decidió salirse como desarrollador y gerente de producción, para lo cual intercambia sus funciones con Kier Darby. vBulletin 3 estuvo en desarrollo por un largo período-casi 2 años- ya que pasó de una simple mejora en vBulletin 2 a una completa reescritura. Sin embargo, la versión 3 fue lanzada en marzo de 2004. En 2005, fue lanzado vBulletin 3.5 que se abordaron algunas de las deficiencias de 3.0. vBulletin 3.6 fue lanzado como una versión estable, el 3 de agosto de 2006. 
El 4 de julio de 2007 se anunció que Jelsoft Enterprises Limited ha sido adquirido por Internet Brands. Inc. James Limm, cofundador y CEO de Jelsoft permanecerá como CEO. John Percival, cofundador de Jelsoft dejó la compañía para continuar en otros proyectos.
En el año 2008, Jelsoft comienza a trabajar en la nueva versión de vBulletin, que será vBulletin 4. Una reescritura prácticamente completa del código, con una limpieza estética y una actualización en torno a las nuevas tecnologías y tendencias en la web.
- El 13 de octubre de 2009, se anuncian importantes cambios en las licencias y los precios, de cara al lanzamiento de vBulletin 4.
- El 23 de octubre de 2009, vBulletin.com actualizó su foro a la versión 4.0 Beta 1.
- El 21 de diciembre de 2009 se actualizó el foro a la versión 4.0.0 PL1
- El 8 de abril de 2010 se actualizó el foro a la versión 4.0.3
- El 18 de junio de 2010 se actualizó el foro a la versión 4.0.4
- El 14 de julio de 2010 se actualizó el foro a la versión 4.0.5
- El 22 de agosto de 2023 se actualizó el foro a la versión 6.0.0